# Ichneumon tibetanus
Ichneumon tibetanus är en stekelart som beskrevs av Kokujev 1909. Ichneumon tibetanus ingår i släktet Ichneumon och familjen brokparasitsteklar. Inga underarter finns listade i Catalogue of Life.